# São Marcos (Sintra)
São Marcos ist eine ehemalige portugiesische Gemeinde im Distrikt Lissabon und in der Region Lissabon. Die Gemeinde zählte 17.187 Einwohner (Stand 30. Juni 2011). Sie ist eine der vier früheren Gemeinden der Stadt Agualva-Cacém im Kreis von Sintra. Wie der Name bereits sagt, ist der Evangelist Markus Patron der Stadt.
São Marcos war bis 2001 eine Ortschaft der Gemeinde Agualva-Cacém im Kreis von Sintra. Der Ort lag am südlichsten Ende der Gemeinde, und unterhalb der Kreisgrenze (direkt bei der Gemeinde von Porto Salvo im Kreis Oeiras).
Im Juli 2001 wurde die Gemeinde Algualva-Cacém aufgelöst und in vier neue Gemeinden aufgeteilt, darunter die von São Marcos. Im selben Monat wurde die Cidade (dt.: Stadt) Algualva-Cacém gegründet, in der die vier neuen Gemeinden zu städtischen Bezirken wurden.
Mit der Gebietsreform vom 29. September 2013 wurde São Marcos mit Cacém zur neuen Gemeinde União das Freguesias do Cacém e São Marcos zusammengeschlossen.
Die Gemeinde São Marcos ist die zweitgrößte Gemeinde innerhalb der Stadt und liegt geographisch am weitesten vom Zentrum entfernt.

## Wappen
Beschreibung: In Lila ein silberner Wellenbalken mit blauem Mittelbalken über dem ein goldener Markuslöwe und darunter ein silbernes Zahnrad steht.
Über dem Wappen eine silberne dreitürmige Mauerkrone. Die Wappendevise als Stadtname unter dem Schildfuß auf silbernen Band in schwarzen Majuskeln „S. MARCOS SINTRA“.